# Larkspur (Califórnia)
Larkspur é uma cidade localizada no estado americano da Califórnia, no Condado de Marin. Foi incorporada em 1 de março de 1908.

## Geografia
De acordo com o United States Census Bureau, a cidade tem uma área de 8,4 km², onde 7,8 km² estão cobertos por terra e 0,6 km² por água.

### Localidades na vizinhança
O diagrama seguinte representa as localidades num raio de 8 km ao redor de Larkspur.

## Demografia
Segundo o censo nacional de 2010, a sua população é de 11 926 habitantes e sua densidade populacional é de 1 519,69 hab/km². Possui 6 376 residências, que resulta em uma densidade de 812,47 residências/km².